# Bee Gees Greatest
Bee Gees Greatest treći je kompilacijski album od australskog rock sastava The Bee Gees, koji izlazi u listopadu 1979.g. Objavljen odmah nakon njihovog studijskog albuma Spirits Having Flown, Greatest sadrži Bee Geesove najnovije hitove iz perioda 1975. – 1978. Originalno izlazi kao dvostruki LP i sadrži bogato ukrašen omot albuma, na kojemu se nalaze razne oznake i slike braće pojedinačno i grupno na svakoj strani, kao i Bee Geesov logo.
Na prvoj strani nalaze se disco skladbe, poput; "Jive Talkin'", "Night Fever", "Tragedy", "You Should Be Dancing" i "Stayin' Alive".
Druga strana sadrži balade; "How Deep Is Your Love", "Too Much Heaven", "Love So Right", "(Our Love) Don't Throw It All Away" i "Fanny (Be Tender With My Love)".
Treća strana sadrži skladbe, kao što su; "If I Can't Have You", "You Stepped Into My Life", "Love Me", "More Than a Woman" i "Rest Your Love On Me". Na trećoj strani nalaze se također i cover verzije skladbi od raznih izvođača.
Na četvrtoj strani nalaze se ozbiljnije skladbe poput; "Nights on Broadway", "Spirits (Having Flown)", "Wind of Change", "Love You Inside Out" i "Children of the World".
Interesantno je da se na albumu nalaze i dva singla s Top ljestvica, "Boogie Child" #12 i "Edge Of The Universe" (Uživo) #26 i skladbe koje su koristili drugi izvođači i koje su postale njihovi hitovi, kao što su "Love Me" i "If I Can't Have You" (Yvonne Elliman) i "You Stepped Into My Life" (Wayne Newton).
Greatest je Bee Geesu u ranim '80-ma donio tri prva mjesta na Billboardovoj Top ljestvici albuma. U rujnu 2007., Reprise Records objavljuje proširenu i remiksanu verziju Greatesta. Mnoge skladbe na albumu su prethodno remiksane, ali ovo će biti prvi remiks za snimke "You Stepped Into My Life", "Rest Your Love On Me", "Wind Of Change", "Spirits (Having Flown)" i "Children Of The World". Osim toga, tu se nalazi i jedna proširena verzija "Stayin' Alive" i jedna neobjavljena Bee Gees ova skladba, "Warm Ride", koju je za sastav napisao Rare Earth. Na popisu se nalaze i četiri nova miksa, "You Should Be Dancing", "If I Can't Have You", "Night Fever" i "More Than A Woman" i jedna skrivena skladba "Stayin' Alive".

## Popis pjesama s originalnog izdanja
- CD1

1. "Jive Talkin'"
2. "Night Fever"
3. "Tragedy"
4. "You Should Be Dancing"
5. "Stayin' Alive"
6. "How Deep Is Your Love"
7. "Love So Right"
8. "Too Much Heaven"
9. "(Our Love) Don't Throw It All Away"
10. "Fanny (Be Tender With My Love)"

- CD2

1. "If I Can't Have You"
2. "You Stepped Into My Life"
3. "Love Me"
4. "More Than A Woman"
5. "Rest Your Love On Me"
6. "Nights On Broadway"
7. "Spirits (Having Flown)"
8. "Love You Inside Out"
9. "Wind Of Change"
10. "Children Of The World"

## Top ljestvica
| Godina | Top ljestvica | Pozicija |
| ------ | ------------- | -------- |
| 1980.  | Billboard 200 | #1       |

## Vanjske poveznice
- discogs.com - Bee Gees - Greatest